# Dom podcieniowy w Pyzdrach
Dom podcieniowy w Pyzdrach – dom parterowy zbudowany w 1768, zlokalizowany przy Rynku w Pyzdrach. Kilkakrotnie odnawiany, poddany gruntownej restauracji w latach 1956-1957. 
Ustawiony szczytowo do Rynku, drewniany, konstrukcji sumikowo-łątkowej, otynkowany. Od frontu podcień wsparty na czterech drewnianych słupach, które zostały wymienione w 1957. Przez kilka lat był siedzibą Muzeum Regionalnego w Pyzdrach, które od przeniesienia do nowej siedziby urządza tu wystawy czasowe.